# Маслово (Орловский район)
Ма́слово — деревня в Орловской области России. 
В рамках административно-территориального устройства входит в Образцовский сельсовет Орловского района, в рамках организации местного самоуправления — в Орловский муниципальный округ.

## География
Расположена в 15 км к западу от центра города Орла и в 4 км к западу от села Звягинки. Находится на 11-м километре автотрассы Орёл — Брянск, от которой уходит на север на 0,5 км.

## Население
| 2010 |
| ---- |
| 54   |

Согласно результатам переписи 2002 года, в национальной структуре населения русские составляли 98 % от жителей.

## История
С 2004 до 2021 гг. в рамках организации местного самоуправления деревня входила в Образцовское сельское поселение, упразднённое вместе с преобразованием муниципального района со всеми другими поселениями путём их объединения в Орловский муниципальный округ.

## Известные уроженцы
- Алымов, Алексей Михайлович — Герой Советского Союза.